# KEIRINグランプリ'87
KEIRINグランプリ'87（けいりんぐらんぷりはちじゅうなな）は1987年12月30日に平塚競輪場で開催されたKEIRINグランプリである。優勝賞金1700万円。

## 出場選手
| 車番 | 選手       | 登録地 |
| ---- | ---------- | ------ |
| 1    | 滝澤正光   | 千葉   |
| 2    | 本田晴美   | 岡山   |
| 3    | 中野浩一   | 福岡   |
| 4    | 馬場進     | 千葉   |
| 5    | 清嶋彰一   | 東京   |
| 6    | 俵信之     | 北海道 |
| 7    | 小門洋一   | 神奈川 |
| 8    | 佐々木昭彦 | 佐賀   |
| 9    | 山口健治   | 東京   |

## 競走内容
残りあと2周を通過し、滝澤－馬場が正攻法の清嶋－山口に対して上昇する構えを見せるが、清嶋に突っ張られ、滝澤は宙に浮く形に。その隙を突き、本田が小門を引き連れて内から東京勢の後ろ3番手をとりに行くが、馬場が強引に本田に対して外から押圧。そして東京勢の後ろ3番手が空き、馬場は空いた3番手に滝澤を迎え入れ、ジャンでは清嶋－山口、滝澤－馬場、本田－小門、俵－中野－佐々木。
最終ホームから俵がカマシ気味に行くものの、本田の横へ行くのが精一杯。またこれで本田は完全に行き場を失った。最終バックで、滝澤が3番手から豪快な捲りを放ち、最後は後続を千切る形で圧勝。2着争いは中野が鋭く突っ込んで入った。
5着到達の馬場は失格。

## 競走結果
| 着順 | 選手       | 決まり手 |
| ---- | ---------- | -------- |
| 1    | 滝澤正光   | 捲       |
| 2    | 中野浩一   | 差       |
| 3    | 山口健治   |          |
| 4    | 佐々木昭彦 |          |
| 5    | 小門洋一   |          |
| 6    | 本田晴美   |          |
| 7    | 俵信之     |          |
| 8    | 清嶋彰一   |          |
| 失   | 馬場進     |          |

### 配当金額
| 枠単 | 1-3 | 1,020円 |

## エピソード
- 立川競輪場では翌年3月に日本選手権競輪が開催されることから、ビッグレース開催地のバランス等の面も考慮に入れられ、この年は平塚競輪場で開催された[注 1]。

- GP単体の売上は、40億6653万9400円。目標の30億円を大幅に上回った。

### 競走データ
- 井上茂徳は弥彦競輪場で開催された開設記念における失格が悪質とみなされ、たとえ特別競輪を優勝してもこの年のグランプリの出場権はなかった（ちなみに井上はこの年、特別競輪を優勝できなかった）。

- 優勝した滝澤はこの年、高松宮杯競輪、全日本選抜競輪、オールスター競輪と特別競輪3連覇を達成したことに加え、当レースを制したことで、当時の競輪界年間最高獲得賞金額となる1億3128万5100円を稼ぎ出し、3年連続の賞金王に輝いた。またこの年は年間勝率8割、年間勝利数64を記録した。